# Gauliga Marches du Nord
Pour un article plus général, voir Gauliga.
La Gauliga Marches du Nord (en Allemand: Gauliga Nordmark) fut une ligue de football (de Division 1) imposée par le NSRL en 1933.
Dès leur arrivée au pouvoir en mars 1933, Adolf Hitler et le NSDAP imposèrent une réorganisation administrative drastique (voir Liste des Gaue) à l'Allemagne. Administrativement, les "Gaue" Hambourg, Mecklembourg et Schleswig-Holstein remplacèrent l’ancienne province prussienne de Schleswig-Holstein et d’autres Etats (Mecklembourg-Strelitz, Mecklembourg-Schwerin, Oldenbourg) ou Ville libres  (Hambourg et Lübeck), qui étaient des entités de la République de Weimar.
En 1942, la Gauliga Marches du Nord fut scindée en trois Gauligen distinctes qui prirent le nom de la Gau à laquelle elle se rapportait: Gauliga Hambourg, Gauliga Mecklembourg et Gauliga Schleswig-Holstein.
Ces trois Gauligen furent démantelées en 1945.

## Généralités

### Gauliga Marches du Nord
La ligue fut créée en 1933 par 10 clubs, et remplaça les Oberliga Lübeck/Mecklembourg, Oberliga Schleswig-Holstein, Oberliga Hanovre Nord et Oberliga Hambourg' qui existaient précédemment.
Lors de sa première saison, la Gauliga Marches du Nord  compta dix clubs qui s’affrontèrent en aller/retour. Le champion participa à la phase finale du championnat, jouée par élimination directe. Les deux derniers classés furent relégués. En raison du déplacement de Viktoria Wilhelmsburg vers la Gauliga Basse-Saxe, il n’y eut qu’une seul club descendant en 1934.
La ligue conserva son mode de fonctionnement initiale jusqu’en 1937. À ce moment deux équipes, Borussia Harburg et FV Wilhelmsburg 09 furent transférées depuis la Gauliga Basse-Saxe. La ligue des Marches du Nord compta alors douze équipes, et en relégua trois à la fin de la saison 1937-1938, puis fut ramenée à onze équipes pour la saison suivante.
En 1939, après le déclenchement de la Seconde Guerre mondiale, la Gauliga Marches du Nord fut jouée en deux groupes régionaux. L’un compta six clubs tandis que l’autre en eut sept. Les deux vainqueurs de poule se disputèrent le titre de champion, en une finale aller/retour. La ligue revint à un système de série unique (avec 12 équipes) lors de la saison 1940-1941. Elle fut réduite à 10 équipes pour la saison suivante qui fut aussi sa dernière. 
À noter que contrairement à tous les autres territoires qu’elle perdit après la Première Guerre mondiale, l’Allemagne n’occupa jamais la province du Nord Schleswig après 1940. Cette région, où la majorité de la population parle le Danois, avait été donnée au Danemark en 1920, par le traité de Versailles. Ainsi, aucun club danois ne participa au championnat allemand entre 1940 et 1945.

### Gauliga Hambourg
La ligue débuta en 1942 avec dix clubs regroupés en une seule série. Toutes les équipes provenaient du grand-Hambourg  Elle conserva le même nombre d’équipe jusqu’à sa dernière saison.
De tous les clubs de l’initiale région Marches du Nord, seule la Luftwaffen-SV Hambourg obtint des résultats corrects. Ce club sportif militaire disputa la finale de la Tschammer Pokal (l’ancêtre de l’actuelle DFB-Pokal) en 1943 et atteignit celle du championnat national en 1944. Il s’inclina les deux fois.
La Gauliga Hambourg fut la seule de toutes les gauligen qui disputa l’entièreté de la saison 1944-1945 et désigna son champion. La raison de cette exception est assez simple. Les équipes étaient localisées dans le grand Hambourg et n’eurent donc pas de grosses difficultés de transport ou d’organisation.
Étant le seul champion de Gauliga en 1945, le Hamburger SV peut être considéré comme l'officieux et tout aussi virtuel "Champion d’Allemagne 1945". Un titre qui, évidemment, ne figure de toutes façons pas sur le palmarès du grand club hanséatique.

### Gauliga Mecklembourg
Le territoire de cette Gauliga couvrait celui de la Gau du même nom.
La ligue débuta avec sept équipes regroupées en une seule série. Pour sa dernière saison en 1943-1944, la ligue était passée à 10 clubs. 
Suite à évolution du conflit, la ligue ne termina pas la saison 1944-1945.

### Gauliga Schleswig-Holstein
Le territoire de cette Gauliga couvrait celui de la Gau du même nom.
Suite à évolution du conflit, la ligue ne termina pas la saison 1944-1945. Des rencontres furent encoure jouées localement, notamment dans les régions très septentrionales de Kiel et de Lübeck.

### Après la reddition de l’Allemagne nazie
Après la capitulation sans conditions de l’Allemagne nazie, le territoire allemand fut divisé en quatre zones d’occupation, réparties entre les Alliés. Il y eut une zone américaine, une britannique, une française, une soviétique. Les territoires du Schleswig-Holstein se retrouvèrent zone britannique alors que ceux de Mecklembourg furent dans celle contrôlée par les Soviétiques. La Zone de la ville de Hambourg fut placée sous contrôle américain.
Les vestiges du Nazisme furent balayés par les Alliés qui ne manquèrent pas (à juste titre) de démanteler le NSRL. Toute l’organisation sportive allemande, y compris celle des fédérations et des clubs dut être réinstaurée. 
Du point de vue football, Les clubs du Schleswig-Holstein et de Hambourg rejoignirent ceux de la région de Basse-Saxe et de Brême dans une nouvelle structure mise en place par la DFB : l’Oberliga Nord. La guerre froide succéda assez rapidement au second conflit mondial. Et ainsi, les équipes du Mecklembourg, sous contrôle soviétique, furent coupées de la DFB. Elles allaient bientôt faire partie de la RDA qui organisa la DDR-Oberliga. Sous le joug communiste tous les anciens clubs furent virtuellement dissous et ceux qui perdurèrent reçurent de nouvelles dénominations (dont certaines seront modifiées plusieurs fois par les autorités Est-allemandes). 

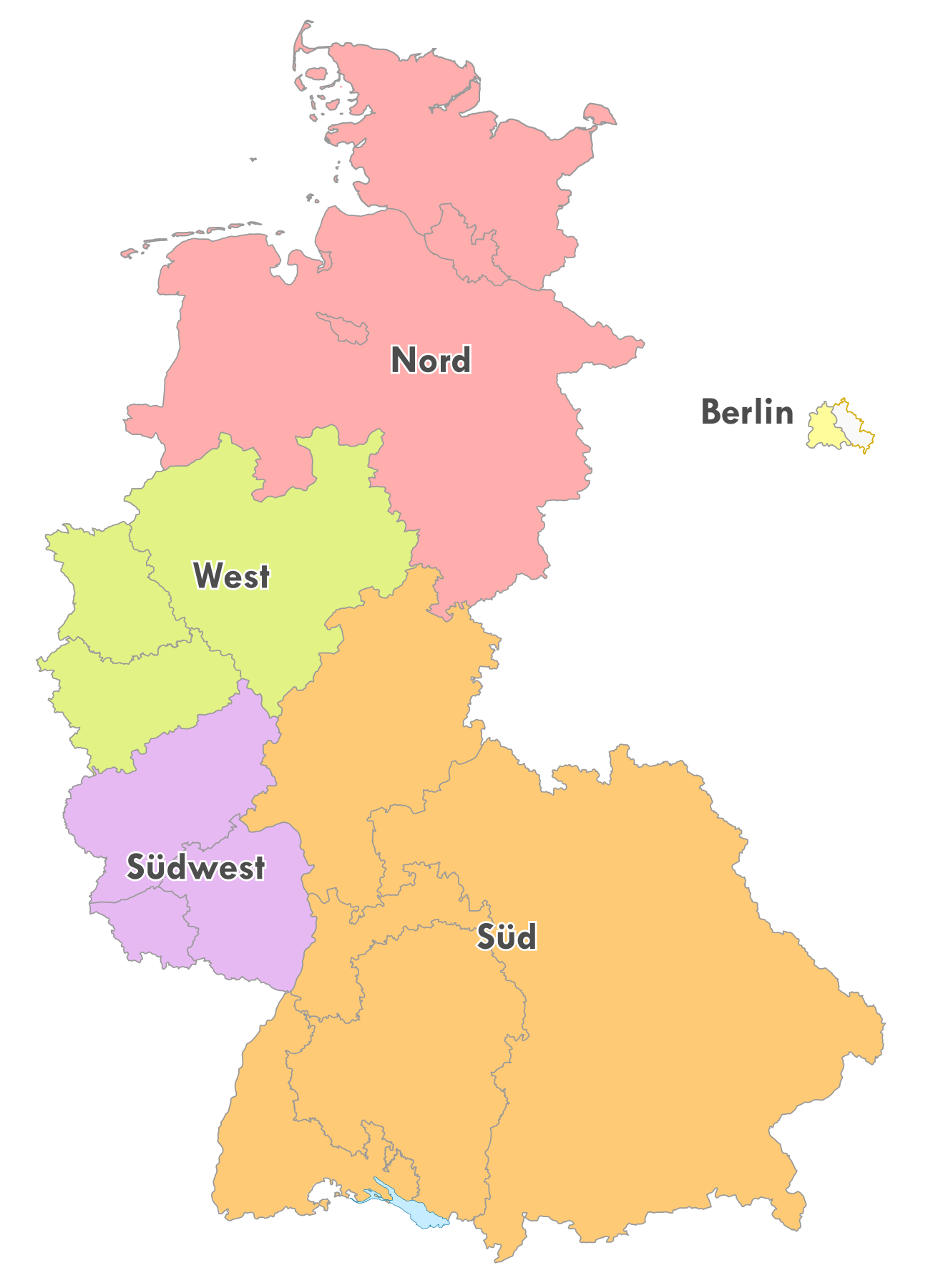
Les Oberligas en 1951

Après la réunification allemande de 1990 plusieurs clubs reprendront leur nom d'avant 1945.

## Clubs fondateurs de la Gauliga Marches du Nord
Ci-dessous les 10 clubs qui fondèrent la ligue et leur résultats en fin de saison 1932-1933:
- Eimsbütteler TV
- Hamburger SV
- Holstein SV Kien, Champion de l’Oberliga Schleswig-Holstein
- Viktoria Wilhelmsburg,  Champion de l’Oberliga Hanovre Nord
- Altonaer FC 1893,  Champion de l’Oberliga Hambourg
- SC Union 03 Altona
- Polizei Hamburg
- FV Borussia 03 Kiel
- Polizei SV Lübeck
- Schweriner FC 03,  Champion de l’Oberliga Lübeck/Mecklembourg

## Champions et Vice-champions de la Gauliga

### Gauliga Nordmark
| Saisons | Champions       | Vice-champions       |
| 1933-34 | Eimsbütteler TV | Hamburger SV         |
| 1934-35 | Eimsbütteler TV | Hamburger SV         |
| 1935-36 | Eimsbütteler TV | SC Victoria Hambourg |
| 1936-37 | Hamburger SV    | Holstein SV Kiel     |
| 1937-38 | Hamburger SV    | Eimsbütteler TV      |
| 1938-39 | Hamburger SV    | Eimsbütteler TV      |
| 1939-40 | Eimsbütteler TV | Hamburger SV         |
| 1940-41 | Hamburger SV    | Eimsbütteler TV      |
| 1941-42 | Eimsbütteler TV | Hamburger SV         |

### Gauliga Hambourg
| Saison  | Champions              | Vice-champions |
| 1942-43 | Victoria Hamburg       | Hamburger SV   |
| 1943-44 | Luftwaffen-SV Hambourg | Hamburger SV   |
| 1944-45 | Hamburger SV           | FC Altona 93   |

### Gauliga Mecklembourg
| Saisond | Champions           | Vice-champions        |
| 1942-43 | TSG Rostock         | Luftwaffen SV Rechlin |
| 1943-44 | Luftwaffen SV Rerik | Luftwaffen SV Rechlin |

### Gauliga Schleswig-Holstein
| Saisons | Champions     | Vice-champions            |
| 1943-44 | Holstein Kiel | SG Ordnungspolizei Lübeck |
| 1943-44 | Holstein Kiel | FC Kilia Kiel             |

## Classements dans la Gauliga de 1933 à 1944

### Gauliga Marches du Nord
| Club                       | 1934 | 1935 | 1936 | 1937 | 1938 | 1939 | 1940 | 1941 | 1942 |
| -------------------------- | ---- | ---- | ---- | ---- | ---- | ---- | ---- | ---- | ---- |
| Eimsbütteler TV            | 1    | 1    | 1    | 5    | 2    | 2    | 1    | 2    | 1    |
| Hamburger SV               | 2    | 2    | 3    | 1    | 1    | 1    | 1    | 1    | 2    |
| Holstein SV Kiel           | 3    | 3    | 4    | 2    | 4    | 3    | 3    | 5    | 3    |
| Viktoria Wilhelmsburg 1    | 4    |      |      |      |      |      |      |      |      |
| FC Altona 93               | 5    | 7    | 6    | 8    | 9    | 8    | 2    | 6    | 7    |
| FC Union 03 Altona         | 6    | 5    | 9    |      |      |      |      |      |      |
| FV Borussia 03 Kiel        | 7    | 9    |      |      |      |      |      |      |      |
| MSV Hansa Hamburg 3        | 8    | 8    | 10   |      |      |      |      |      |      |
| Polizei SV Lübeck 7        | 9    | 6    | 5    | 6    | 3    | 7    | 3    | 3    | 4    |
| SV Schwerin 03 3           | 10   |      |      |      |      | 11   |      |      |      |
| SC Victoria Hamburg        |      | 4    | 2    | 3    | 5    | 4    | 2    | 4    | 6    |
| FC St-Pauli                |      | 10   |      | 4    | 6    | 5    | 6    |      |      |
| 1. FC Phönix Lübeck        |      |      | 7    | 6    | 10   |      |      |      |      |
| SC Sperber Hamburg         |      |      | 8    | 10   |      |      | 5    | 10   |      |
| FK Rothenburgsort 6        |      |      |      | 9    |      |      |      |      |      |
| SC Komet Hambourg 6        |      |      |      |      | 7    | 6    | 6    |      |      |
| FC Borussia 04 Harburg 4   |      |      |      |      | 8    | 10   | 4    | 11   |      |
| Polizei SV Hamburg 5       |      |      |      |      | 11   |      |      |      |      |
| FV Wilhelmsburg 09 2       |      |      |      |      | 12   |      |      | 8    | 9    |
| VfR Rasensport 07 Harburg  |      |      |      |      |      | 9    |      |      |      |
| SC Concordia Hamburg       |      |      |      |      |      |      | 5    | 12   |      |
| SG Post/Barmbek-Uhlensport |      |      |      |      |      |      | 4    | 7    | 10   |
| Fortuna Glückstadt         |      |      |      |      |      |      |      | 9    |      |
| Wehrmacht-SV Schwerin      |      |      |      |      |      |      |      |      | 5    |
| FC Kilia Kiel 1902         |      |      |      |      |      |      |      |      | 8    |
|                            |      |      |      |      |      |      |      |      |      |

Source:« Gauliga Nordmark », Das deutsche Fussball-Archiv (consulté le 13 avril 2009)
- 1 Quitta la Gauliga Marches du Nord pour la Gauliga Basse-Saxe en 1934.
- 2 Vint de la Gauliga Basse-Saxe en 1937.
- 3 En 1938, Le Schweriner FC 03 fusionna avec le VfB Schwerin pour former le SV Schwerin 03 qui fut dissous en 1945 par les Soviétiques (comme tous les autres clubs ou associations). Peu après, la même année, plusieurs clubs "civils" furent formés: Vörwarts Schwerin, BSG Einheit Schwerin, SG Schwerin. Comme tous les clubs de l’ex-RDA, ils changèrent de forme, modifièrent leur appellation, fusionnèrent, se scindèrent, furent dissous et parfois refondés selon les humeurs du pouvoir communiste. En 1996, fut fondé un club qui regroupa les survivants de cette période et/ou en assuma l’héritage: le SV Eintracht Schwerin. Toutefois, on peut considérer que le SV Schwerin 03 disparut en 1945.
- 4 FC Borussia 04 Harburg (qui vint de la Gauliga Basse-Saxe en 1937) et VfR Rasendsport 07 Harburg fusionnèrent pour former le Harburger SC 04/07
- 5 Polizei Hambourg changea son nom en MSV Hansa Hambourg en 1935
- 6 En 1947, le 22 mars, SV Rothenburgsort 1880 et SC Komet Hambourg fusionnèrent pour former TuS Hambourg 1880
- 7 En 1942, Polizei SV Lübeck fut renommé SG Ordnungspolizei Lübeck.

### Gauliga Schleswig-Holstein
| Club                  | 1943 | 1944 |
| --------------------- | ---- | ---- |
| Holstein SV Kiel      | 1    | 1    |
| Polizei SV Lübeck     | 2    | 6    |
| SC 08 Friedrichsort   | 3    | 2    |
| FC Kilia Kiel 1902    | 4    | 3    |
| SV Ellerbek           | 5    | 4    |
| Fortuna Glückstadt    | 6    | 9    |
| SC Comet Kiel         | 7    | 10   |
| FV Borussia 03 Kiel   | 8    | 8    |
| 1. FC Phönix Lübeck   | 9    |      |
| Reichsbahn Neumünster | 10   |      |
| VfB Kiel              |      | 5    |
| TSG Gaarden           |      | 7    |

### Gauliga Hambourg
| Club                       | 1943 | 1944 |
| -------------------------- | ---- | ---- |
| SC Victoria Hambourg       | 1    | 3    |
| Hamburger SV               | 2    | 2    |
| FC Altona 93               | 3    | 4    |
| FC St-Pauli                | 4    | 7    |
| FV Wilhelmsburg 09         | 5    | 8    |
| Eimsbütteler TV            | 6    | 5    |
| Polizei SV Hamburg         | 7    |      |
| KSG Sperber/St-Georg       | 8    | 9    |
| Viktoria Wilhelmsburg      | 9    |      |
| SG Post/Barmbek-Uhlensport | 10   |      |
| Luftwaffen-SV Hambourg     |      | 1    |
| SC Komet Hambourg          |      | 6    |
| HEBC/Sport                 |      | 10   |

### Gauliga Mecklembourg
| Club                           | 1943 | 1944 |
| ------------------------------ | ---- | ---- |
| TSG Rostock                    | 1    | 7    |
| Luftwaffen-SV Rechlin          | 2    | 2    |
| Luftwaffen-SV Rerik            | 3    | 1    |
| Luftwaffen-SV Neubrandenburg   | 4    | 5    |
| Luftwaffen-SV Arado Warnemünde | 5    | 6    |
| TSK Rostock                    | 6    | 10   |
| TSV Wismar                     | 7    |      |
| SV Schwerin 03                 | 8    | 4    |
| VfL Güstrow                    | 9    |      |
| Neukaliss                      | 10   |      |
| Wehrmacht-SV Ludwigslust       |      | 3    |
| KSG Wismar-Tarnewitz           |      | 8    |
| WKG Heinkel Rostock            |      | 9    |

## Sources et liens externes
- The Gauligas Das Deutsche Fussball Archiv (in German)
- Germany - Championships 1902-1945 at RSSSF.com
- Die deutschen Gauligen 1933-45 - Heft 1-3 (de) Classements des Gauligen 1933-45, publisher: DSFS
- Website officiel du Harburger SC 04/07
- Website officiel du FC Eintracht Schwerin